# أيمن جومين
أيمن جومين (مواليد 1901) هو مبارز بالسيف أردني، مثّل بلاده في الألعاب الأولمبية الصيفية 1984.

## روابط خارجية
أيمن جومين على موقع أوليمبيديا (الإنجليزية)